# Вале-де-Фигейра (Табуасу)
Вале-де-Фигейра (порт. Vale de Figueira) — район (фрегезия) в Португалии, входит в округ Визеу. Является составной частью муниципалитета Табуасу. По старому административному делению входил в провинцию Траз-уж-Монтиш и Алту-Дору. Входит в экономико-статистический субрегион Доуру, который входит в Северный регион.
Население составляет 146 человек на 2001 год. Занимает площадь 4,71 км².